# Саввинское подворье
Са́ввинское подво́рье в Москве — подворье звенигородского Саввино-Сторожевского монастыря; построено в 1907 году по проекту архитектора Ивана Кузнецова в неорусском стиле с элементами модерна и барокко (внутренние дворики).

## История
Постройка здания подворья велась в период 1905—1907 годов на месте бывшего Воскресенского монастыря, территория которого перешла во владение Савво-Сторожевского монастыря. Многоэтажный доходный дом с квартирами и офисными помещениями в аренду первоначально находился на красной линии Тверской улицы, имел нумерацию № 24 и был крупнейшим зданием в квартале между Охотным рядом и Тверской площадью.
«Во дворе дома Саввинского подворья, по Тверской улице, при сломке здания и выемке земли вырыто 100 человеческих скелетов. На одной из вырытых здесь же надгробных плит имелась надпись на древнеславянском языке. На этом месте в царствование Алексея Михайловича был Воскресенский монастырь с кладбищем при нём…»
При отделке наружных стен Саввинского подворья использовались изразцы из подмосковного Абрамцева, а также привезённые из Германии.

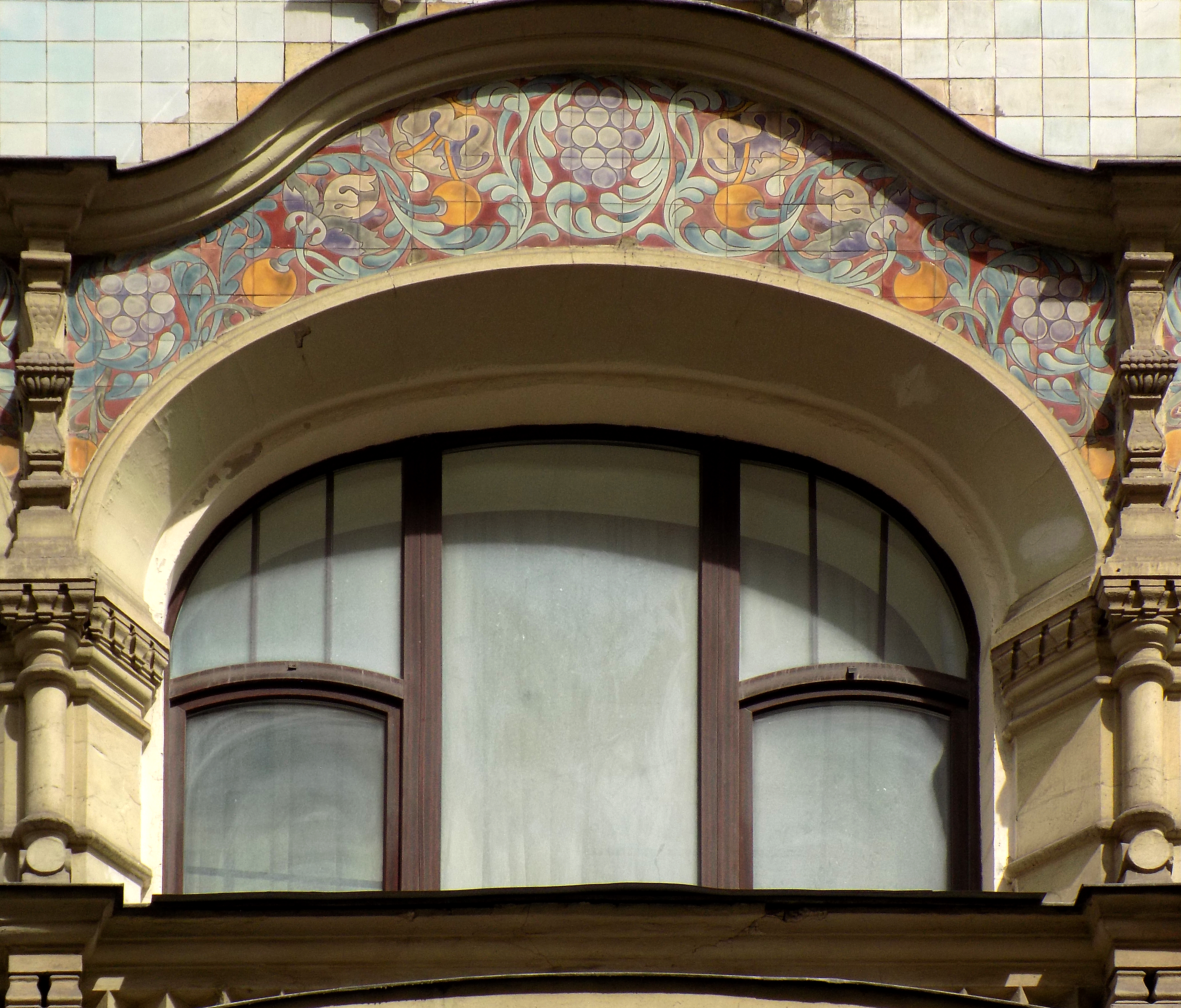
Фрагмент главного фасада

Саввинское подворье, с его облицованным разноцветной керамической плиткой фасадом, принадлежит к числу наиболее успешных примеров применения приёмов национально-романтического течения в модерне, сочетавшего современные материалы и конструкции с мотивами древнерусских декоративных традиций.
— Уильям Брумфилд, География стиля модерн в Москве: эстетика в урбанистическом контексте

## Арендаторы

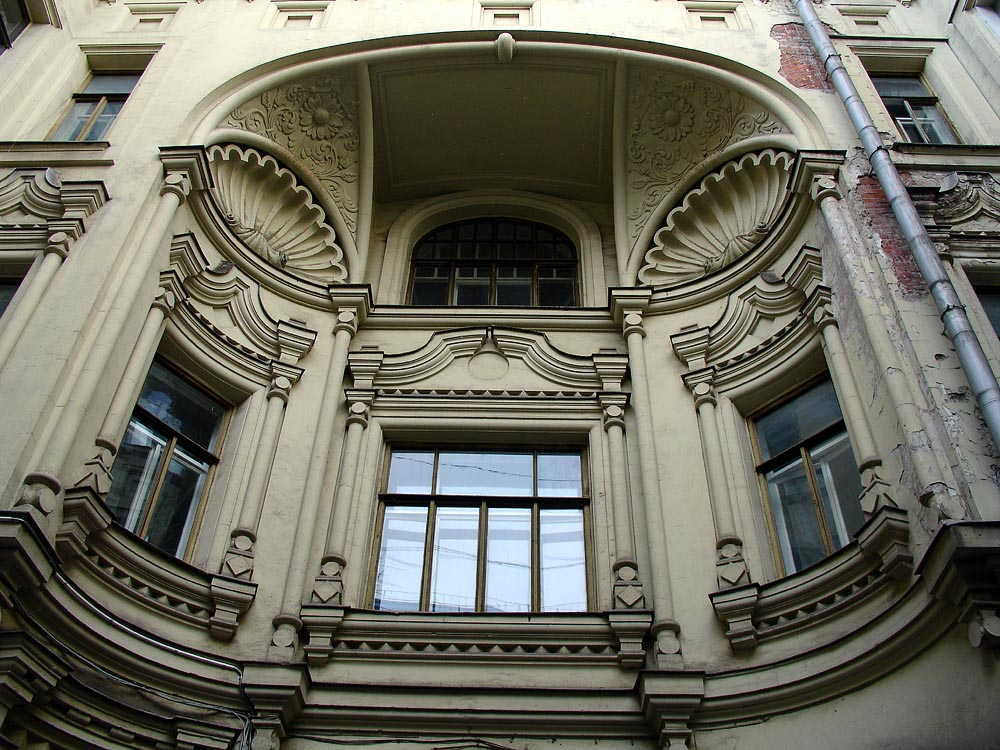
Южный фасад внутреннего дворика

В дореволюционное время среди арендаторов был православный журнал «Душеполезное чтение» и кинокомпания Александра Ханжонкова. Как пишет москвовед Александр Васькин, "Современников поражали фантастическая работоспособность и предпринимательский дар Ханжонкова, его умение привлекать людей в те проекты, которыми пренебрегали конкуренты. А их было не мало, в том же Саввинском подворье по соседству работала масса прокатных контор: «Глобус» Абрама Гехтмана, контора Осипова, контора общества «Гомон», французская фирма «Эклер» и даже «Наполеон» со своим синематографом. Можно сказать, что в те годы в доме на Тверской был штаб по развитию российской кинематографии. А ведь фильмы тогда покупали рулонами, как ткани, – метр пленки стоил от 45 до 75 копеек".
Сам кинофабрикант снимал квартиру на третьем этаже, на втором этаже находилась контора его компании, на первом — прокат «синематографических лент» и в полуподвале — лаборатория.
После переезда Торгового дома А. Ханжонкова на Житную улицу освободившиеся помещения занял Военно-кинематографический отдел Скобелевского комитета.

## «Переезд» на новое место
В ходе второй очереди реконструкции чётной стороны улицы Горького 1938—1940 годов Саввинское подворье планировали снести, но жильцы обратились в Моссовет с просьбой сохранить здание. Вопросом заинтересовался Н. С. Хрущёв, бывший в то время Первым секретарём Московского горкома ВКП(б). В итоге здание решили передвинуть от красной линии в глубину квартала. Технологию передвижки разработал инженер Эммануил Гендель, у которого к тому моменту уже был опыт передвижки жилых зданий в Москве.  
Передвижка Саввинского подворья породила миф о том, что дом переместили за одну ночь, пока все жильцы дома спали и ничего не знали. Однако, это не соответствует действительности. Подготовка к передвижке Саввинского подворья заняла около 6 месяцев. К моменту начала передвижки дом находился уже не на фундаменте, а на 2100 стальных катках, установленных на 36 рельсовых путях, а подвал дома был засыпан щебнем. Перемещение здания шло трое суток. Плавное движение дома осуществлялось за счёт электролебёдки. Жильцов, действительно, не предупредили о начале работ. Операция по перемещению началась в 2:03 ночи 4 марта 1938 года: здание массой в 23 000 т было передвинуто на 4,2 метра без отселения жильцов (часть из них успели заснуть). Работы по передвижке продолжались трое суток и были полностью завершены в 11:30 утра 7 марта 1938 года. В общей сложности здание переместили на 49 метров 86 сантиметров.  
В ряде современных интернет изданий ошибочно указывается дата 4 ноября 1939 года. Подтверждением даты переноса может служить заметка в газете «Вечерняя Москва» от 8 марта 1938 года, за авторством руководителя группы инженеров, занимавшихся передвижкой зданий в Москве Э. М. Генделя, в ней речь также идет о 4 марта 1938 года, а также описываются все детали передвижки и сроки проведения работ (трое суток). 
На освободившемся пространстве провели расширение улицы Горького (Тверской) и возвели сталинский жилой дом по проекту Аркадия Мордвинова, полностью скрывший обзор на подворье. Проход внутрь двора по Тверской, 6 и во внутренние дворики подворья — свободный. Сфотографировать «во весь рост» здание, полностью зажатое позднейшими постройками, возможно только с юго-восточного торца. 
В настоящее время памятник используется как жилое и административное здание. 